# Tricyphona (Tricyphona) elegans elegans
Tricyphona (Tricyphona) elegans elegans is een ondersoort van de tweevleugelige Tricyphona (Tricyphona) elegans uit de familie Pediciidae. De ondersoort komt voor in het Oriëntaals gebied.